# تپه الف آقبلاغ سفلی
تپه الف آقبلاغ سفلی مربوط به هزاره دوم و اول قبل از میلاد - دوره اشکانیان است و در شهرستان ورزقان، بخش مرکزی، دهستان ازومدل شمالی، ۲ کیلومتری جنوب روستای آقبلاغ سفلی واقع شده و این اثر در تاریخ ۱۲ شهریور ۱۳۸۶ با شمارهٔ ثبت ۱۹۳۶۰ به‌عنوان یکی از آثار ملی ایران به ثبت رسیده است.
این تپه با نام محلی "قوروق چو قیه سی" به ترکی آذربایجانی به معنی تپه ی قرق به منظور قرق مزراع تحت دید آن از چرای غیر مجاز دام ها توسط چوپانان در گذشته استفاده می گردیده است به طوری که این تپه اشراف کامل به بخش های عظیمی از مزارع آبی و دیمی منطقه را دارا می باشد.>